# Neferhetepes
Neferhetepes là một công chúa thuộc Vương triều thứ 4 trong lịch sử Ai Cập cổ đại. Tên của bà có nghĩa là "Vẻ duyên dáng xinh đẹp của nàng".

## Tiểu sử
Neferhetepes chỉ được biết qua một bức tượng vỡ tại khu phức hợp lăng mộ của cha bà, Kim tự tháp Djedefre; mẹ của bà là vương hậu Hetepheres II. Neferhetepes được gọi với nhiều danh hiệu: "Con gái của Vua", "Mẹ của Vua", "Vợ của thần thánh", "Nữ tư tế của Hathor".
Ngày nay, nhiều nhà khảo cổ cho rằng, kim tự tháp nhỏ của một phụ nữ cũng tên Neferhetepes nằm bên cạnh Kim tự tháp Userkaf thuộc về công chúa Neferhetepes này. Cho đến giờ, người ta vẫn không biết cha của vua Userkaf là ai, nhưng chắc chắn Userkaf không phải con vua. Và do Neferhetepes chỉ được gọi là "Vợ của thần thánh" chứ không phải là "Vợ của Vua", nên có lẽ bà sẽ là mẹ của Userkaf. Nếu như vậy thì Userkaf sẽ là cháu ngoại của pharaon Djedefre và là thành viên hoàng gia của Vương triều thứ 4.
Một người phụ nữ cũng khác có tên Neferhetepes, được biết qua nhiều bức phù điêu mang tên bà tại Kim tự tháp Sahure, mang danh hiệu "Mẹ của Vua Thượng và Hạ Ai Cập". Neferhetepes II là mẹ của Sahure, do đó là vợ của vua Userkaf, khác biệt hoàn toàn với "Con gái của Vua" Neferhetepes - mẹ vua Userkaf. Neferhetepes II cũng xuất hiện trên mộ của Persen, một quan tổng quản của Sahure.